# Bezpecina, Ciudniv
Bezpecina (în ucraineană Безпечна) este o comună în raionul Ciudniv, regiunea Jîtomîr, Ucraina, formată numai din satul de reședință.
Localitatea face parte din regiunea istorică Volânia, iar după tratatul de pace de la Riga din 1921 a devenit parte a Uniunii Sovietice.

## Demografie
Componența lingvistică a comunei Bezpecina
     Ucraineană (99,76%)
     Alte limbi (0,24%)
Conform recensământului din 2001, majoritatea populației comunei Bezpecina era vorbitoare de ucraineană (99,76%), existând în minoritate și vorbitori de alte limbi.